# 拉卡尼萨
拉卡尼萨（西班牙語：La Cañiza）是西班牙加利西亚自治区蓬特韦德拉省的一个市镇。 总面积108平方公里，总人口7194人（2001年），人口密度67人/平方公里。